# Bibiane Koné
 (juin 2023).
Bibiane Koné, née Palé, est une médecin burkinabé. Elle est la première femme médecin du Burkina Faso, première femme gynécologue et première femme agrégée de médecine du Burkina Faso,,.

## Biographie

### Origines et études
Bibiane Koné achève sa spécialisation en 1974 en France avant de rentrer deux ans plus tard au Burkina pour commencer à travailler au CHU Yalgado Ouédraogo. En 1978, elle est affectée à Bobo Dioulasso,,.

### Carrière
À Bobo Dioulasso, elle est la seule gynécologue obstétricienne de tout l'hôpital. De retour à Ouagadougou en 1982, elle devient enseignante à l'université de Ouagadougou, cheffe de département de la gynécologie, puis cheffe de service de la maternité du CHU Yalgado Ouédraogo. Après 36 ans de service, Bibiane Koné fonde une clinique pour venir en aide à la population,.

## Vie associative
Bibiane Koné est la première présidente de l'association des gynécologues du Burkina. Par ce biais, elle contribue à la mise en place de la spécialisation en gynécologie et obstétrique en 2000 dans son pays.
Commandeur de l'ordre national burkinabè, chevalier des ordres académiques du CAMES, elle prend soins des enfants de la rue à travers son association Samu social,. 